# اندیس ده نو (بابیدوئیه)
ده نو (بابیدوئیه) یک اندیس فلزی است که در حوالی شهر سردونیه استان کرمان قرار دارد و مادهٔ معدنی موجود در آن، مس است.  